# Держава (землеволодіння)
Де́ржава — форма умовного землеволодіння, яка набирає поширення в часи Великого князівства Литовського. Надавалася за службу боярським вільним слугам, або за умови несення служби. У Західній Європі державі відповідав бенефіцій, а у Московській державі — помістя.